# Helikon (glasbilo)
Helikon je krožno zavito konično trobilo s široko menzurirano cevjo in izjemno širokim odmevnikom. Helikon je instrument podoben tubi z razliko da je zavit v krog, uporablja se za igranje v pihalnih godbah ter klasičnih orkestrih, zadnje čase tudi v nemško govorečih deželah v narodno zabavnih skupinah. Helikone izdelujejo v različnih izvedbah od sopranskega do kontrabasovskega.

## Zgodovina
Helikon izhaja iz Rusije, kjer ga je videl nemški vojaški komponist Wilhelm Wieprecht pri vojaški godbi na pihala, ter ga dal leta 1849 v izdelavo Avstrijskemu podjetju glasbil Musikinstrumente Stowasser na Dunaju. Zamisel za izdelavo novodobnega helikona je leta 2004 dobil slovenski skladatelj Igor Krivokapič. Glasbilo je po svoji zamisli predstavil na mednarodni strokovni konferenci svetovnega združenja tubistov. Prototipe šestih glasbil pa so nato ročno izdelali pri izdelovalcu trobil, bavarskem podjetju Wenzel Meinl.